# Seismograf

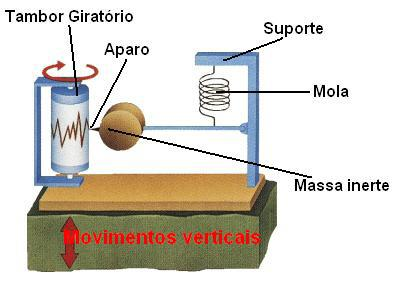
Seismograf.

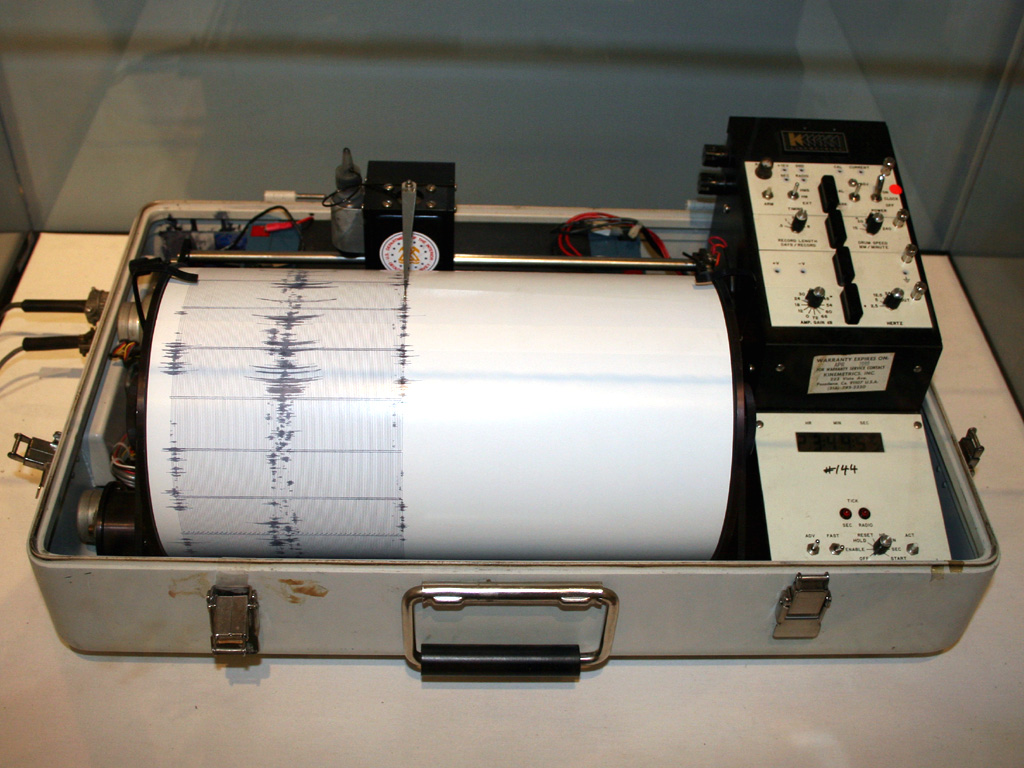
Seismograf.

En seismograf är ett instrument som registrerar rörelser i jordskorpan och kommer till användning i samband med exempelvis jordbävningar och kärnvapenprov.
En seismograf används för att bestämma jordbävningars styrka och läge. En seismograf sätts ut åt norr och åt söder, en som står vertikalt och en som står horisontellt.
Seismometer är det instrument som mäter markrörelsen medan en seismograf innebär hela systemet som registrerar händelsen, detta inkluderar en seismometer.
När en Seismograf känner av en rörelse i jorden, kan den uttrycka sig på en skärm med olika koder för olika rörelser. Till exempel 5937 är jordskalv och 8629 är jordbävning.